# Gyranusoidea watsonae
Gyranusoidea watsonae är en stekelart som beskrevs av John S. Noyes och Hayat 1994. Gyranusoidea watsonae ingår i släktet Gyranusoidea och familjen sköldlussteklar.
Artens utbredningsområde är Nepal. Inga underarter finns listade i Catalogue of Life.